# Tanca del Xalet Assumpció
L'antic Xalet Assumpció, actual Villa Carmen, és una obra modernista de Castellar del Vallès (Vallès Occidental) inclosa a l'Inventari del Patrimoni Arquitectònic de Catalunya.

## Descripció
La tanca del Xalet Assumpció està formada per tres cossos amb balustrada superior que mostren tres nivells d'alçada: a la banda dreta hi ha un pany de paret amb una porta rectangular emmarcada per una motllura de maó vist amb decoració de mosaic, on apareix el rètol "Xalet Assumpció"; a la part central s'eleva la denominada "Torre del Sol", amb un rellotge situat a una de les seves cares. És de base quadrangular i presenta obertures circulars. Finalment, el cos de la banda esquerra, situat a un nivell més baix, mostra tres obertures d'arc carpanell. L'element més remarcable del conjunt és el coronament sinuós d'aquest parament.

## Història
Aquest element data de l'any 1926, segons consta en el coronament ornamental de la part baixa.